# Lena Lotzen
Lena Lotzen (Wurzburgo, Alemania; 11 de septiembre de 1993) es una futbolista alemana. Actualmente juega para el FC Colonia de la2. Bundesliga.

## Trayectoria
Lotzen empezó a practicar el fútbol a los cinco años de edad con el club TG Höchberg. Su debut profesional lo realizó el 15 de agosto de 2010 con el equipo FC Bayern Múnich. Desde la edad de 15 años ha sido miembro de los equipos menores de la selección nacional femenina alemana. Formó parte del conjunto que logró el subcampeonato en la Copa Mundial Femenina de Fútbol Sub-20 de 2012, donde además fue galardonada con la bota de bronce y nombrada al equipo de todos estrellas.
Lotzen hizo su debut con la Selección femenina de fútbol de Alemania mayor el 29 de febrero de 2012 contra la selección de Islandia. Fue nombrada para el equipo alemán que participó en la Eurocopa Femenina 2013 donde logró su primer gol con el equipo mayor el 14 de julio contra la selección de Islandia. Posteriormente alcanzó su primer título internacional cuando la Alemania ganó la copa.

## Clubes
| Club          | País     | Año           |
| ------------- | -------- | ------------- |
| Bayern Múnich | Alemania | 2010-2017     |
| SC Friburgo   | Alemania | 2018-2020     |
| 1. FC Colonia | Alemania | 2020-presente |

## Títulos

### Campeonatos nacionales
| Título                              | Club             | País     | Temporada   |
| ----------------------------------- | ---------------- | -------- | ----------- |
| Bundesliga Cup                      | Bayern de Múnich | Alemania | 2011        |
| Copa de fútbol femenino de Alemania | Bayern de Múnich | Alemania | 2011 - 2012 |
| Bundesliga                          | Bayern de Múnich | Alemania | 2014 - 2015 |
| Bundesliga                          | Bayern de Múnich | Alemania | 2015 - 2016 |

### Campeonatos internacionales
| Título                                        | Equipo   | Sede final | Año  |
| --------------------------------------------- | -------- | ---------- | ---- |
| Campeonato Europeo Femenino Sub-19 de la UEFA | Alemania | Italia     | 2011 |
| Copa de Algarve                               | Alemania | Portugal   | 2012 |
| Eurocopa Femenina                             | Alemania | Suecia     | 2013 |